# 努格斯郭勒
努格斯郭勒也作努格斯台高勒（意思是“有鸭子的河”），位于中华人民共和国内蒙古自治区中部的一条河流，发源于锡林郭勒盟正蓝旗扎格斯台苏木巴彦宝拉格嘎查东南苏木音塔拉西北，蜿蜒向西北流经巴彦淖尔嘎查、苏尼特左旗巴彦淖尔镇巴彦查干诺尔（恩格尔河水库）、达布希勒图嘎查等地，于阿巴嘎旗查干淖尔镇达嘎图音毛德以北汇入呼尔查干淖尔。河长103.3千米，流域面积1239.48平方千米，河道平均比降为2.73‰。干流在正蓝旗扎格斯台苏木巴彦宝拉格嘎查哈尔根台浩特以上河床不明显，有许多小湖泊，这些湖泊均起蓄水作用，湖水一般很少流向下游，大部分就地消散，因此哈尔根台浩特以上为相对独立的闭流区。哈尔根台浩特以下均有清水，是苏尼特左旗境内唯一一条常年性河流。